# Carmeuse
Carmeuse ist ein belgischer Kalksteinproduzent. Das 1860 gegründete Unternehmen befindet sich im Familienbesitz.
Carmeuse besitzt Standorte in Europa, der Türkei, den USA, Ghana und Oman.